# Пайн-Лон (Міссурі)
Пайн-Лон (англ. Pine Lawn) — місто (англ. city) в США, в окрузі Сент-Луїс штату Міссурі. Населення — 2754 особи (2020).

## Географія
Пайн-Лон розташований за координатами 38°41′43″ пн. ш. 90°16′32″ зх. д. / 38.69528° пн. ш. 90.27556° зх. д. (38.695288, -90.275585).  За даними Бюро перепису населення США в 2010 році місто мало площу 1,57 км², уся площа — суходіл.

## Демографія
Згідно з переписом 2010 року, у місті мешкало 3275 осіб у 1189 домогосподарствах у складі 834 родин. Густота населення становила 2088 осіб/км².  Було 1606 помешкань (1024/км²).
Расовий склад населення:
| - 96,4 % — чорних або афроамериканців - 1,5 % — білих - 0,3 % — корінних американців - 0,1 % — азіатів |

До двох чи більше рас належало 1,4 %. Частка іспаномовних становила 1,2 % від усіх жителів.
За віковим діапазоном населення розподілялося таким чином: 31,1 % — особи молодші 18 років, 57,0 % — особи у віці 18—64 років, 11,9 % — особи у віці 65 років та старші. Медіана віку мешканця становила 31,8 року. На 100 осіб жіночої статі у місті припадало 80,7 чоловіків;  на 100 жінок у віці від 18 років та старших — 71,6 чоловіків також старших 18 років.
Середній дохід на одне домашнє господарство  становив 28 955 доларів США (медіана — 26 020), а середній дохід на одну сім'ю — 31 830 доларів (медіана — 27 266). Медіана доходів становила 19 153 долари для чоловіків та 26 155 доларів для жінок. За межею бідності перебувало 37,6 % осіб, у тому числі 56,7 % дітей у віці до 18 років та 15,8 % осіб у віці 65 років та старших.
Цивільне працевлаштоване населення становило 1279 осіб. Основні галузі зайнятості: освіта, охорона здоров'я та соціальна допомога — 26,3 %, роздрібна торгівля — 14,6 %, виробництво — 10,6 %, транспорт — 9,5 %.